# ヤマハ・アクシス

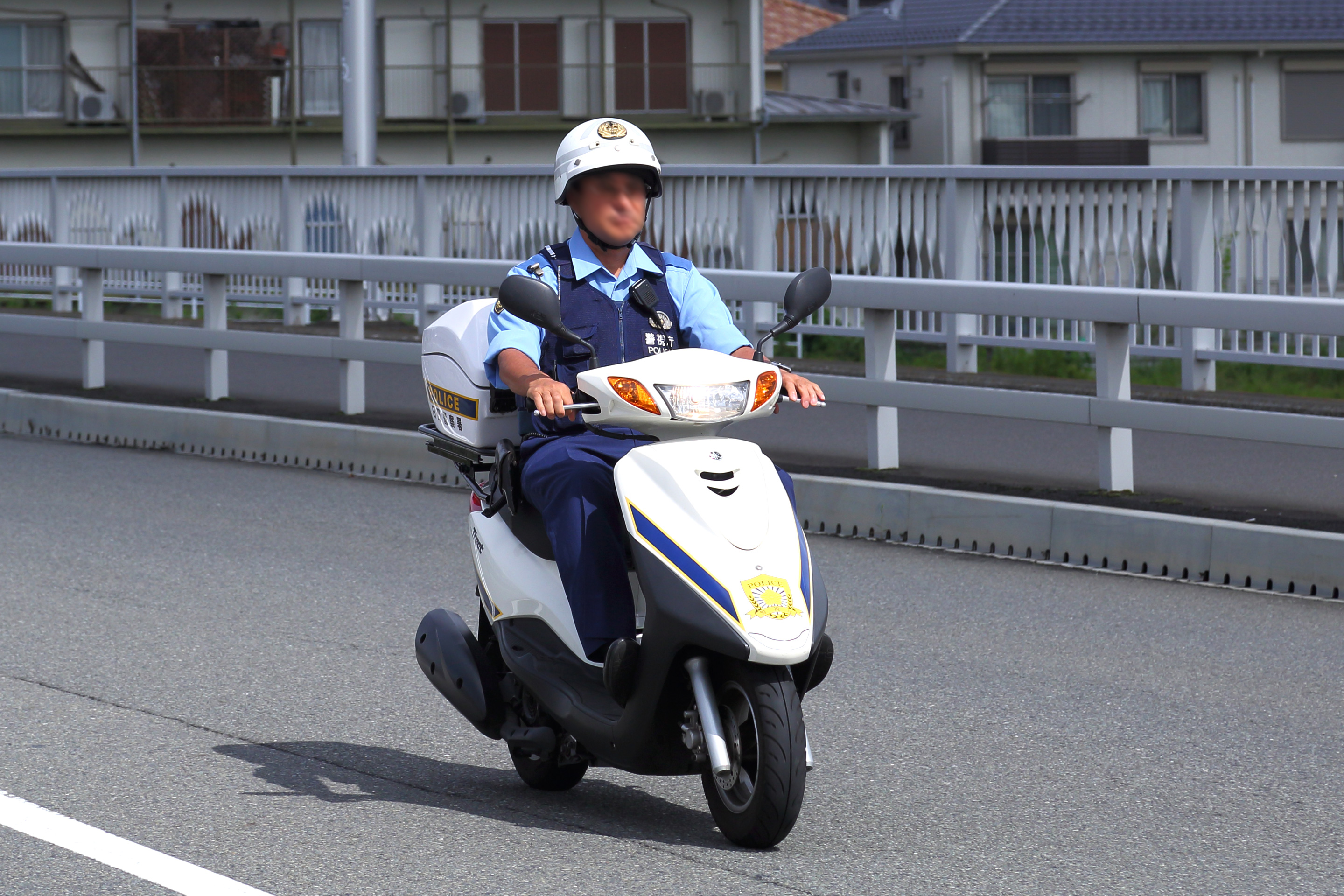
アクシス トリート（日野警察署の車両）

アクシス（AXIS）とは、ヤマハ発動機が製造するスクーター（オートバイ）であり、シリーズとして数車種が生産されている。

## モデル一覧

### アクシス50 / 90
アクシス50（YA50：3VP）とアクシス90（YA90：3VR）は共に1990年発売。上級スクーターとしての位置付けであるが主な部品はJOGが使用しているものを流用している。
アクシス90は、ほぼ同時期に平行発売されていたJOG90と同型のエンジン（3WF）形を搭載しており、車名から想像すると90ccのエンジンを搭載していると思われがちだが実際には82ccである。このエンジンは俗に言う「排気ガス規制前横型エンジン」の50cc車両（JOG・アプリオなど）にボルトオンで装着できる為、近年エンジン単体の人気が盛り上がっている。
なお、メットインスペースを燃料タンクスペースに変更して長距離航続運転を図ったアクシスプロフット(50・90共に存在)や、フットレスト上部に鍵付き小物入れを設けたアクシストランク（50のみ。90は全車トランク）という派生車種も存在していたが、現在は全て生産終了している。
- アクシス50
  - 標準モデル - YA50
  - トランク - YA50D
  - プロフット - YA50H・YA50HS
- アクシス90
  - 標準モデル - YA90
  - プロフット - YA90H・YA90HS

### グランドアクシス
グランドアクシス（Grand Axis・YA100W）は1998年9月20日に発売された。

#### 概要
当時の日本は50cc超125cc以下の小型自動二輪車は需要が少なかったことからコスト低減を狙い、スクーター大国である台湾の台湾山葉機車が製造した車体を正規輸入していたため低価格で充実した仕様となっていた。
エンジンの最高馬力は10psだが、50ccとさほど変わらない寸法と車体重量のボディに搭載しているため、機動力に優れた走りを見せ、さらに車輪径は12インチで高い走破性とゆったりとした乗り心地を追求している。
グランドアクシス100は日本における原付二種の車両であったことから、一足速く2007年から自動車排出ガス規制の強化を受けて全廃となった原付一種の2ストローク車より1年遅れて規制が適用されることになったため、この車両が日本メーカーの正規販売で購入できる新車のオートバイとしては最後の2ストロークエンジン搭載車種となっていたが、2008年9月に生産終了となった。これにより日本メーカーが生産する公道仕様の2ストロークエンジン車は、日本国内での販売が全て終了となった。

#### 車両解説
当時台湾で販売されていたBW'S100などと同一の2ストローク単気筒101cc、シリンダーを前方に水平に倒した単気筒・強制空冷式のエンジンを使用しているが、グランドアクシスのみシリンダーヘッド等のデチューンが施されている。
シート下にはメットインスペースと、ガソリン給油口が設置されている。また、シート外側のフットスペースにオイル給油口があり、メットインを採用する多くのスクーターとは配置が逆である。他にも買い物袋を掛ける事が出来るコンビニフックを標準装備しているほか、フロントにビジネスバッグを固定するキャリアを、リアには専用のリアボックスをオプションで装備できるなど、ビジネスユースへの配慮が為されている。
駐車時にはキー差込部をシャッターで保護し、これに連動してハンドルとセンタースタンドならびに後輪を固定する機構を採用するなど車体に盗難対策が施されていた。
発売から販売終了までの10年間で何度かマイナーチェンジが行われ6型まで存在する。2001年からの2型以降は外見上の差違がほとんど無いが、これ以前の1型との間ではフロントブレーキの大径化やオイルポンプが機械式からコンピューター制御になるなどの変化があり、型式番号もSB01JからBD-SB06Jに変更されている。

### アクシス トリート
アクシス トリート（Axis Treet・XC125E）は2009年8月25日に発売された。
名称のTreetは、ラテン語のTrītus（いつもの）と英語のStreet（道）を組み合わせた造語。

#### 概要
台湾山葉機車工業が現地で製造販売している『勁風光』を日本仕様にしたもので、製造した車体を正規に輸入し販売されている。不景気の煽りを受け、維持費や任意保険などが安価に対応でき、また通勤や近距離の「足」として、住宅事情・駐禁問題の起こる都市部の駐車スペースのコンパクトさが売りとなり「小型自動二輪車」が脚光を浴びて販売台数が伸びていた。しかしヤマハはグランドアクシス以降の新車が登場していなかったこともあり、ニーズに応えるためにもこの車種が登場した。
ワイズギア製のオプションが装備された「アクセサリーパッケージ」仕様として、2011年2月にリアボックス・サイドスタンド・ナックルガードが装備された快適セレクションが発売され、2012年9月にはナックルガードをグリップヒーターに変更した快適セレクションGHも発売されている。
2017年9月1日、平成28年自動車排出ガス規制強化により生産終了を発表。

#### 車両解説
車体は旧型のシグナスシリーズ（現行の X より前）をベースとしており、エンジンも旧型同様の4ストロークSOHC2バルブ単気筒124ccであるが、排ガス規制対応や始動性向上のために燃料噴射装置（Fi）を搭載させている。

### アクシス Z
アクシス Z（Axis Z・LTS125）は2017年4月25日より発売された。

#### 概要
先代にあたるトリート同様に、台湾山葉機車工業が2016年より現地で製造している『勁豪』を日本向け仕様として正規輸入により販売している。

#### 車両解説
車体はトリートから座席を拡大し、メットインスペースもジェットヘルメット2つ分の大容量を確保したが、車両重量は10kg減と大幅に軽量化している。エンジンはトリートと同様の機構ながら内部構造を全面刷新した『BLUE CORE』エンジンを搭載し、平成28年環境規制に適合させつつ動力性能の向上と低燃費を実現したとしている。